# Erupția solară din 774-775
Erupția solară din 774-775 a fost o erupție solară majoră, considerată drept cea mai importantă împreună cu aceea din 660 î.Hr. Ea a provocat vârful de carbon 14 din 774-775.